# 中霍夫特瓦河

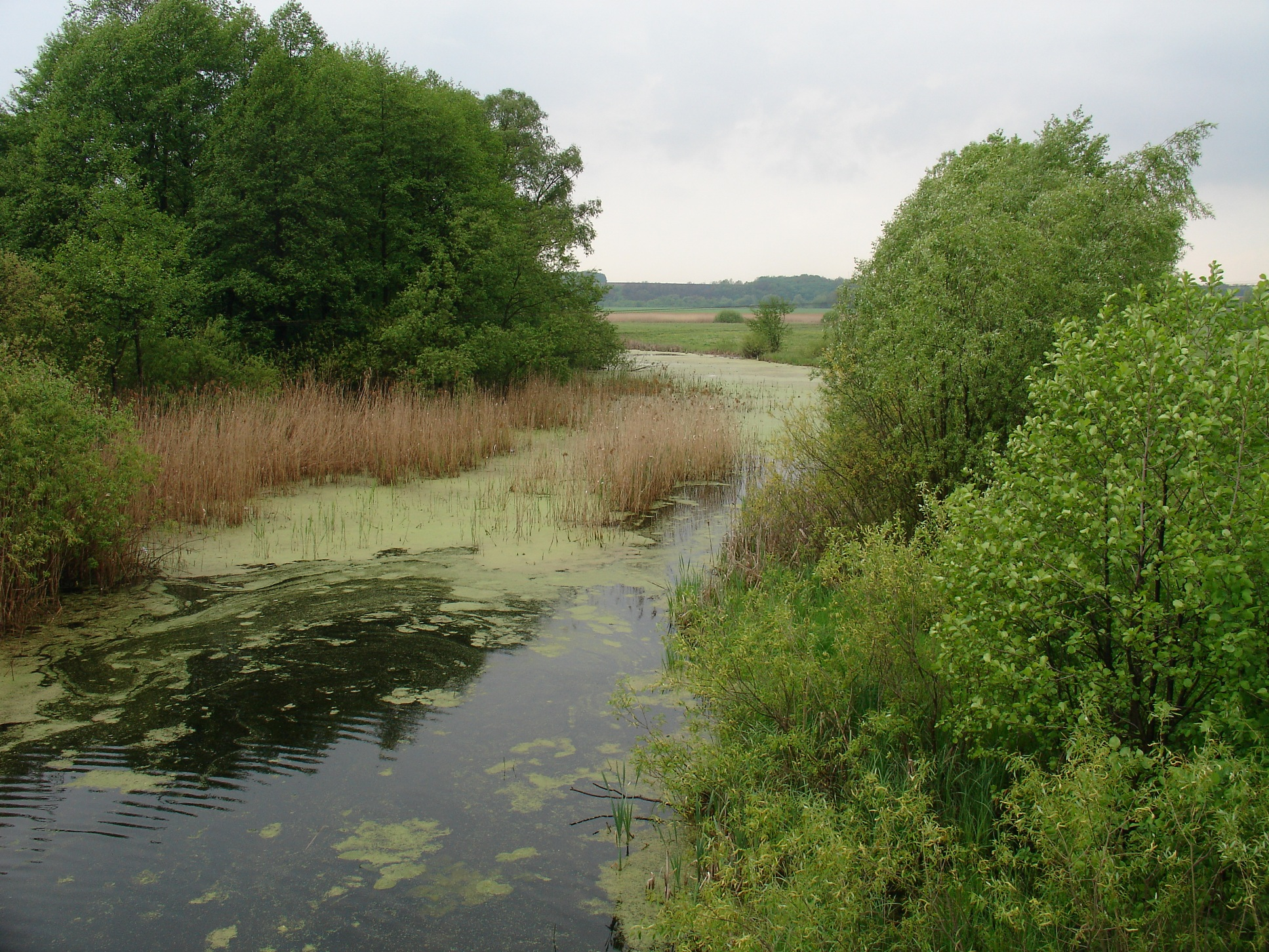

中霍夫特瓦河（烏克蘭語：Середня Говтва），是烏克蘭中部的河流，屬於維利霍瓦戈夫特瓦河的支流。該河發源自米科拉伊夫卡，流經波爾塔瓦州的波爾塔瓦區，河道全長40公里，流域面積205平方公里。